# Calamagrostis torgesiana
Calamagrostis torgesiana är en gräsart som beskrevs av Heinrich Carl Haussknecht. Calamagrostis torgesiana ingår i släktet rör, och familjen gräs. Inga underarter finns listade i Catalogue of Life.